# Timbre de impuestos especiales

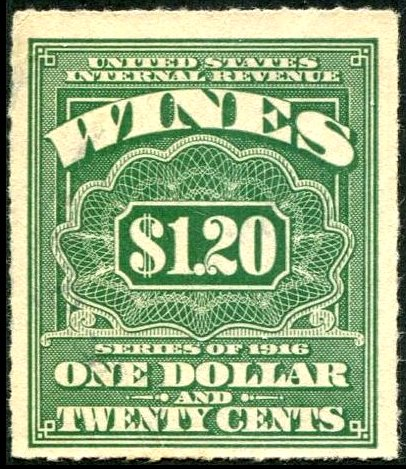
Timbre de impuesto especial a los vinos en Estados Unidos, 1916

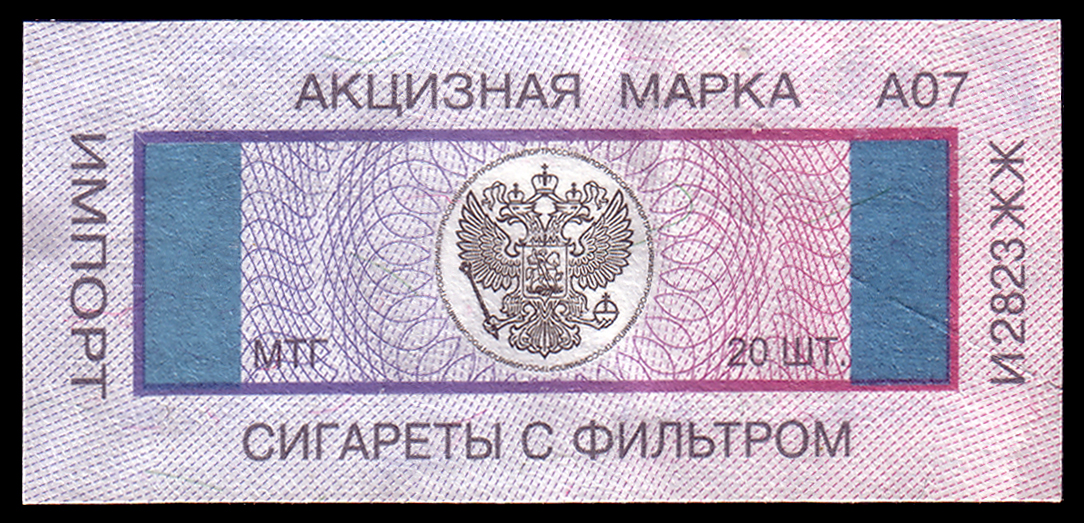
Sello de impuesto especial a los cigarrillos importados en Rusia

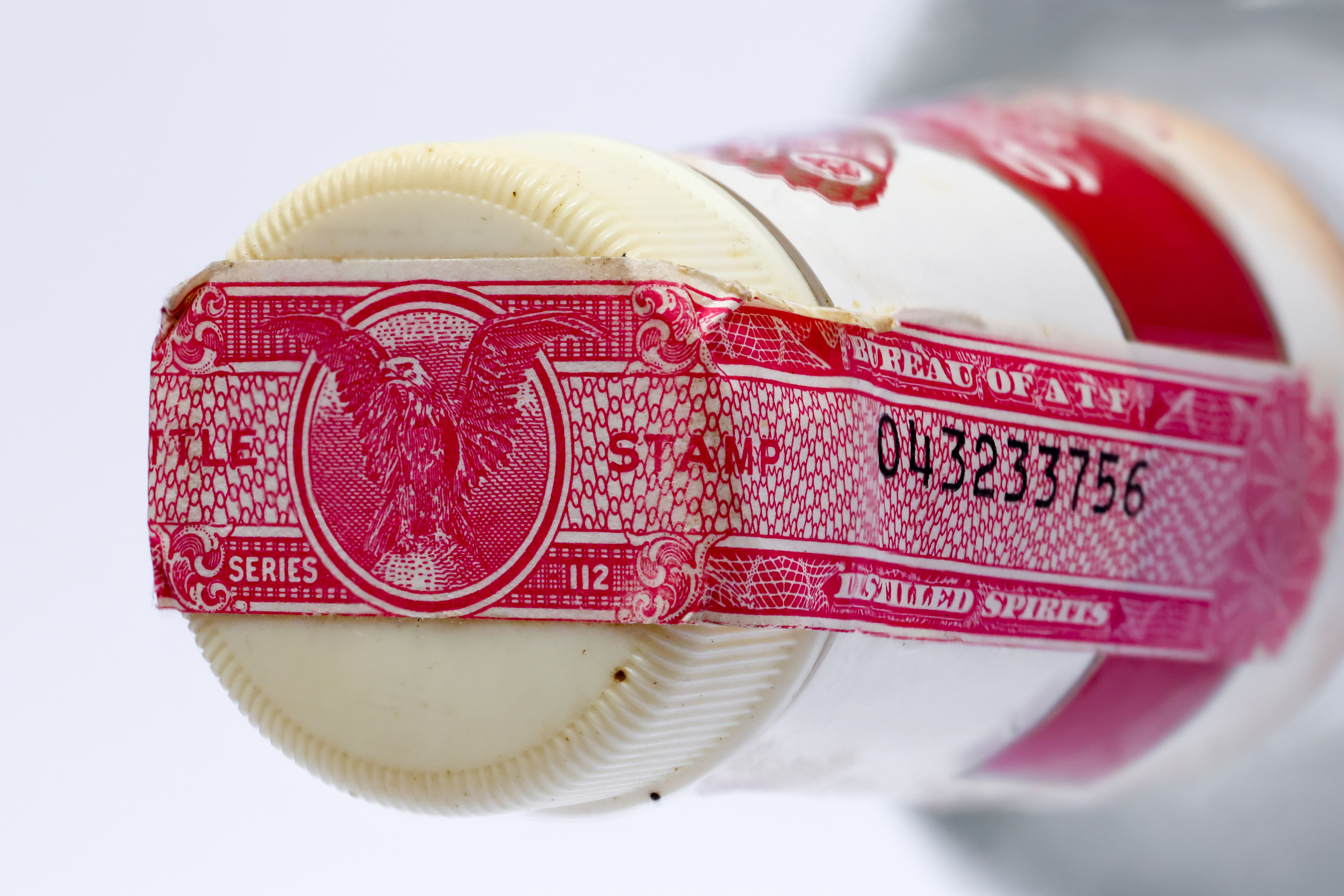
Botella de vodka con timbre de impuesto especial

Un timbre de impuestos especiales es un tipo de timbre fiscal que se adhiere a ciertos productos sujetos a impuestos especiales para indicar que el fabricante ha pagado el impuesto correspondiente. Estos sellos son valores impresos por el ministerio de finanzas del país correspondiente.

## Uso
Los sellos de impuestos especiales se encuentran con mayor frecuencia en productos como tabaco y alcohol, que llegan al consumidor en unidades bien empaquetadas (como paquetes y botellas) a las que se les adhiere el sello adhesivo. Dado que el alcohol y los cigarrillos falsificados son extremadamente comunes en muchos países, la presencia de un sello de impuesto especial auténtico contribuye a garantizar la autenticidad del producto, ya que solo los productores certificados pueden adquirir legalmente estos sellos. Sin embargo, en algunos países son comunes los sellos obtenidos ilegalmente o falsificados.
Los fabricantes compran una cantidad determinada de sellos de impuestos especiales al gobierno, según su valor fiscal, y deben adherirlos a cada paquete de cigarrillos o botella de licor producido. Los sellos se fijan con un adhesivo fuerte sobre la tapa de una botella o a través de la tapa de una caja de cigarrillos (y debajo del envoltorio de plástico o papel aluminio en el cuello de la botella o el celofán de la caja de cigarrillos), de modo que se destruyan al abrir el producto. Esto evita su reutilización, ya que hacerlo constituiría contrabando.
En los países donde se exigen timbres de impuestos especiales, todos los cigarrillos y bebidas alcohólicas producidas legalmente llevan uno de estos timbres. Algunos países utilizan sellos distintos para bienes producidos localmente y para los importados; otros requieren sellos separados para productos destinados a la venta libre de impuestos, que están sujetos a impuestos especiales pero no al IVA; algunos países no exigen sellos para vinos, mientras que otros sí lo hacen.

## Medidas de seguridad
Los timbres de impuestos especiales presentan a menudo un diseño tan detallado como el de los billetes, generalmente fabricados con el mismo tipo de papel e incorporan hologramas y otros dispositivos antifalsificación. La razón de estas medidas es que el impuesto especial resulta muy costoso, ya que en la mayoría de los países de la Unión Europea representa aproximadamente la mitad del precio de mercado del producto.

## En el Reino Unido
En el Reino Unido, los timbres de impuestos especiales para licores suelen ubicarse en la etiqueta trasera de la botella y deben cumplir especificaciones estrictas, como incluir tintas visibles bajo luz ultravioleta. La legislación británica tampoco exige sellos físicos para los cigarrillos; en su lugar, los paquetes llevan impreso en negrita «UK Duty Paid» como parte del proceso de fabricación, mientras que la HM Revenue & Customs aplica otros métodos de control para verificar el cumplimiento. Por otro lado, los paquetes de cigarrillos comprados en el extranjero con sellos fiscales son comunes en el Reino Unido, principalmente debido al alto precio de los cigarrillos británicos, lo que lleva a muchas personas a importarlos, a menudo de manera ilegal, desde otros países.

## Coleccionismo
Los timbres de impuestos especiales son valiosos objetos de colección. Por ejemplo, el corredor de bolsa Robert H. Cunliffe, residente de Pittsburgh, Pensilvania, reunió una colección de estos sellos que, tras su fallecimiento en junio de 2008, se vendió por casi dos millones de dólares estadounidenses.